# Drift (album)
Pour la discipline sportive, voir Drift.
 (août 2023).
Si vous disposez d'ouvrages ou d'articles de référence ou si vous connaissez des sites web de qualité traitant du thème abordé ici, merci de compléter l'article en donnant les références utiles à sa vérifiabilité et en les liant à la section « Notes et références ».
Albums de The Devlins
Waiting
(1993)
Premier album du groupe, The Devlins bâtissent avec cet album une signature rock et quelques titres seront remarqués comme "i Knew That" ou "Almost Made You Smile". Des titres très mélodiques soulignent la nature irlandaise du groupe avec "Someone To Talk To" et "I Don't Want To Be Like This".

## Liste des chansons

### CD
Les onze pistes de ce CD sont :
1. "I Knew That"
2. "Everytime You Go"
3. "Turn You Around"
4. "Drift"
5. "Almost Made You Smile"
6. "Alone In the Dark"
7. "Someone To Talk To"
8. "Necessary Evil"
9. "As Far As You Can Go"
10. "I Don't Want to Be Like This"
11. "Until The Light Shines Through"